# Takahiro Yamada (Fußballspieler)
Takahiro Yamada (jap. 山田 隆裕, Yamada Takahiro; * 29. April 1972 in Takatsuki, Präfektur Osaka) ist ein ehemaliger japanischer Fußballspieler.

## Nationalmannschaft
1994 debütierte Yamada für die japanische Fußballnationalmannschaft. Mit der japanischen Nationalmannschaft qualifizierte er sich für die Asienmeisterschaft 1992.

## Errungene Titel

### Mit der Nationalmannschaft
- Asienmeisterschaft: 1992

### Mit seinen Vereinen
- J. League: 1995
- Kaiserpokal: 1991, 1992